# 六安北站
六安北站是中国安徽省六安市一座规划中的铁路车站，位于金安区主城区东北部（迎宾大道以东、蓼城路以北、皋陶大道以西），是国家发改委规划的长三角地区轨道交通III型重点枢纽。
该站设计规模为5台13线（沿江高铁车场3台7线、预留合新六 合康车场2台6线），计划站房面积为3万平方米、采用跨线式车站样式；由中国铁路经济规划研究院有限公司作为设计单位。
计划接入沿江高铁（沪渝蓉高速铁路）武汉至合肥段、六安至安庆铁路、合新六城际铁路、合康高速铁路等线路，同时建设至六安站联络线。